# Sporthalle am See
Die Sporthalle am See ist eine Zweifachsporthalle in der Vorarlberger Marktgemeinde Hard (Österreich) am Ufer des Bodensees. Der 2005 errichtete Bau ist für Hallen-Ballsportarten konzipiert und bietet max. 2400 Zuschauern Platz. Der Entwurf und Planung des Baus entstammen dem Architekturbüro Früh aus Hard.
Die Sporthalle ist Bestandteil der sogenannten Sportanlage am See Hard und stellt eine architektonische Einheit mit einem nördlich anschließenden überdachten Eislaufplatz dar. Sie gliedert sich in den Gebäudekomplex der 2018 errichteten Schule am See ein.

## Technische Ausstattung
Über dem Spielfeld steht eine Reporter- und Kommentatorenkabine mit allen technischen Installationen für Radio- und Fernseh-Übertragungen zur Verfügung. In allen Hallenteilen sind Beschallungsanlagen installiert, welche ebenso individuell bedient werden können wie das Hallenlicht mit bis zu 1500 Lux Beleuchtungsstärke.
Die Sporthalle verfügt über eine Photovoltaikanlage mit 135 kWp (878 m² Modulfläche), das Dach des Eislaufplatzes über 165 kWp (1072 m² Modulfläche).

## Vereine
Die Halle ist Heimspielstätte des Handballvereines Alpla HC Hard. Für Spiele der Handball Liga Austria ist die offizielle Kapazität der Halle mit 2280 angegeben.